# Dreigang-Laubenvogel
Der Dreigang-Laubenvogel (Chlamydera lauterbachi) ist eine Vogelart aus der Familie der Laubenvögel (Ptilonorhynchidae) und ein Vertreter der Avifauna Neuguineas. Im Vergleich zu australischen Laubenvögeln, wie beispielsweise dem Seidenlaubenvogel (Ptilonorhynchus violaceus) oder dem Säulengärtner (Prionodura newtoniana), ist die Lebensweise des im neuguineischen Regenwald beheimateten Dreigang-Laubenvogels wenig erforscht.
Der Dreigang-Laubenvogel gehört mit einer Körperlänge von bis zu 27 Zentimetern zu einer mittelgroßen Art in der Familie der Laubenvögel und zählt zu den Arten dieser Familie, zu deren Balzverhalten der Bau einer Laube durch das Männchen gehört. Die deutsche Bezeichnung für diese Art der Laubenvögel spielt auf die Form dieser Laube an. Sie besteht aus vier Wänden, so dass die Laube einen Mittelgang und zwei Quergänge aufweist. Anders als für viele Laubenvögeln typisch ist der Geschlechtsdimorphismus bei dieser Art nicht sehr ausgeprägt. Es werden zwei Unterarten unterschieden.
Dreigang-Laubenvögel sind sehr langlebig und brauchen mehrere Jahre, bis sie ihre Geschlechtsreife erreicht haben. Auf Grund der Intelligenzleistung, die sie beim Bau ihrer Lauben zeigen, werden sie zu den intelligentesten unter den Vögeln gezählt. Die Bestandssituation des Dreigang-Laubenvogels wurde 2016 in der Roten Liste gefährdeter Arten der IUCN als „Least Concern (LC)“ = „nicht gefährdet“ eingestuft.

## Merkmale
Dreigang-Laubenvögel erreichen eine Körperlänge von 27 Zentimetern, wovon 10,2 bis 11,5 Zentimeter auf den Schwanz entfallen. Die Schnabellänge beträgt beim Männchen 2,6 bis 2,9 Zentimeter. Für Weibchen liegen keine Angaben zur Schnabellänge vor. Die Männchen erreichen ein Gewicht zwischen 128 und 135 Gramm, Weibchen bleiben mit 112 bis 120 Gramm etwas leichter.

### Männchen
Beim Männchen ist der Kopf gelblich olivgrün mit einem kupferfarbenen Schimmer. Der Scheitel ist kupferrot. Die Federn der Gesichtsseiten und die am Hals haben blasse Federschäfte, wodurch eine leichte Strichelung entsteht. Die übrige Körperoberseite ist bräunlich olivfarben mit blassen Federschäften und blass isabellfarbenen bis olivgrünen Federsäumen, wodurch das Gefieder geschuppt wirkt.
Die Flügeldecken und die Arm- und Handschwingen sind graubraun bis olivbraun mit blassen Federsäumen und weißlichen bis gelblichen Federspitzen. Die Oberschwanzdecken sind etwas gelblicher. Das Schwanzgefieder ist graubraun, die äußeren Steuerfedern sind gelblich gesäumt und die Federschäfte sind matt ockerfarben.
Das Kinn, die Kehle und die Vorderbrust sind gräulich bis blassgelb. Die einzelnen Federn sind graubraun oder olivfarben gesäumt. Die übrige Körperunterseite ist sandfarben mit einer blass graubraunen Querbänderung an den Brustseiten und den Flanken. Die Iris ist dunkelbraun und der Schnabel ist schwarz.

### Weibchen und Jungvögel
Das Weibchen ähnelt dem Männchen, ist aber insgesamt etwas matter gefärbt, der Oberkopf ist etwas gelblicher. Der kupferfarbene Schimmer des Scheitels, der die Männchen kennzeichnet, fehlt.
Subadulte Männchen ähneln den Weibchen, gewöhnlich sind aber einige Federn des Scheitels kupferrot. Gerade flügge gewordene Jungvögel sind auf Grund weißlich gelber Federschäfte etwas stärker gestrichelt als adulte Vögel. Die Schnabelunterseite und die Kehle sind noch weißlich mit grauen Federsäumen. Die Körperoberseite ist dunkelgrau mit weißlichen Federschäften. Die Oberschwanzdecken haben weißliche Federspitzen. Die Steuerfedern sind mehr olivfarben.

## Stimme
Die Rufe des Dreigang-Laubenvogels sind ein scharfes tschilp tschilp tschilp sowie rasselnde und zischende Laute. Er ahmt außerdem Laute der Umgebung nach wie beispielsweise Wasser, das schnell über Kies läuft oder das Quieken von Schweinen. Ein in Gefangenschaft gehaltener Dreigang-Laubenvogel ahmte auch das Geräusch einer Kettensäge sowie Hämmern nach. In freier Wildbahn ist die Nachahmung der Rufe anderer Vogelarten noch nicht nachgewiesen. Ein in menschlicher Obhut gepflegtes Männchen ahmte die Stimmen zahlreicher Vogelarten aus der Umgebung nach.

## Verbreitungsgebiet und Lebensraum

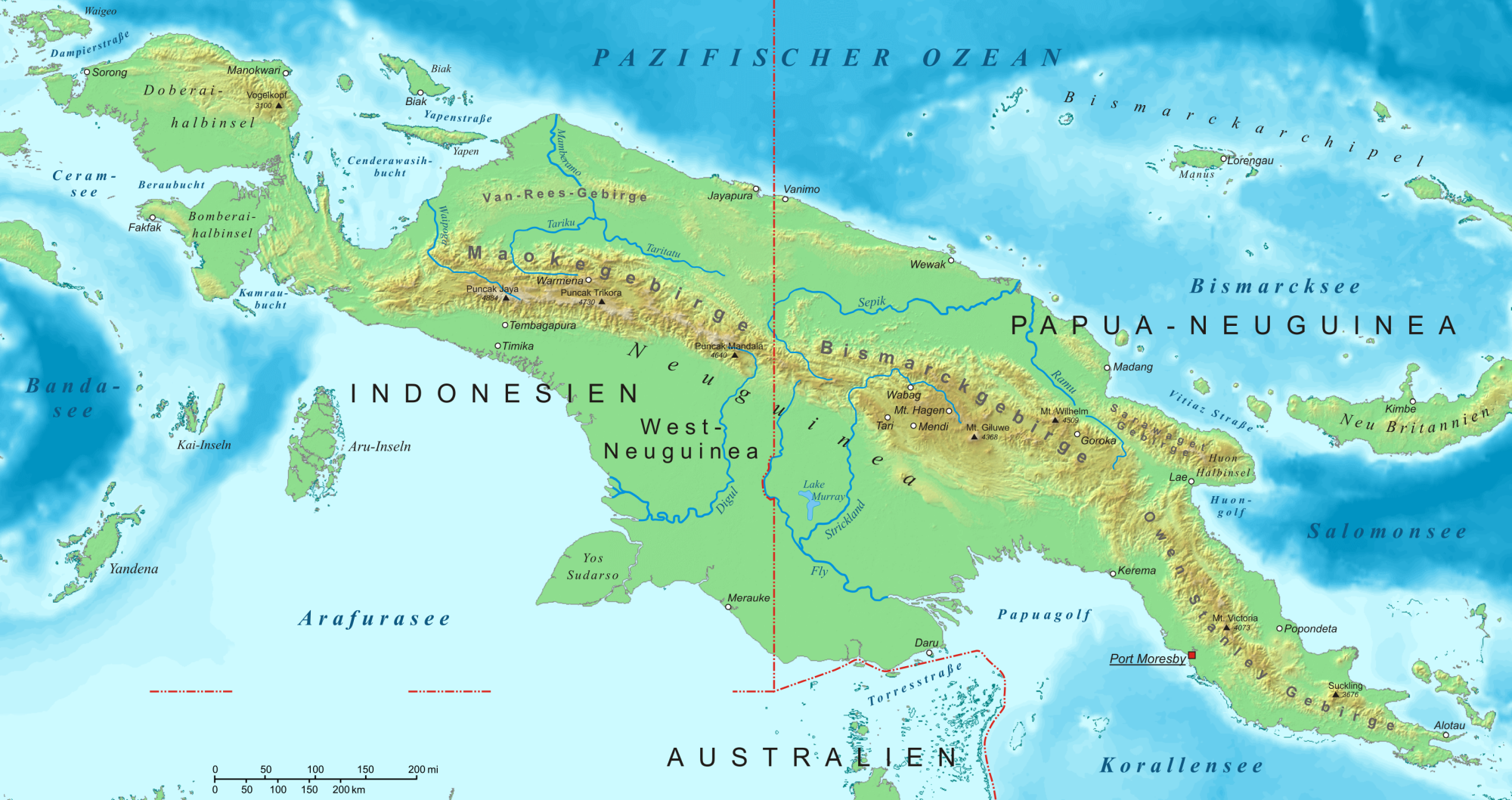
Neuguinea: Der Dreigang-Laubenvogel kommt im indonesischen Teil der Insel in einem schmalen Streifen auf der südlichen Seite des zentralen Gebirgszugs und in Papua-Neuguinea in einem breiten Streifen nördlich des zentralen Gebirgszuges vor.

Der Dreigang-Laubenvogel kommt auf Neuguinea von den Gebirgszügen im Westen bis zur Huon-Halbinsel vor. Die Höhenverbreitung reicht von den Tiefebenen bis in Höhenlagen von 1770 m. Auf dem Vogelkop im Nordwesten Neuguineas fehlt der Dreigang-Laubenvogel. In der Region rund um den Marienberg, im Tal des Ramu sowie im Finisterre-Gebirge und im Saruwaged-Gebirge überlappt sich das Verbreitungsgebiet des Dreigang-Laubenvogels mit dem zur selben Gattung gehörenden Braunbauch-Laubenvogels.
In dem Verbreitungsgebiet werden zwei Unterarten beschrieben:
- Chlamydera lauterbachi lauterbachi (Reichenow, 1897) – Die Nominatform kommt vom Tal des Ramu bis auf die Huon-Halbinsel vor.[9]
- Chlamydera lauterbachi uniformis Rothschild, 1931 – Die Unterart kommt im Flachland im Nordwesten Neuguineas vom Fluss Siriwo bis ins Tal des Mamberamo vor.[8] Bei dieser Unterart fehlt der kupferfarbene Scheitel beim Männchen. Der Scheitel ist stattdessen olivgrün.[9]

Der Dreigang-Laubenvogel ist in diesem Verbreitungsgebiet nur lückenhaft verbreitet.
Der Lebensraum des Dreigang-Laubenvogels sind Waldreste, Sekundärwald, Waldränder, verwilderte Gärten und buschiges Grasland. Er kommt auch in mit hohem Gras bestandenen Sümpfen sowie auf Kaffeeplantagen vor.

## Lebensweise
Der Dreigang-Laubenvogel ist ein sehr scheuer Vogel und nur sehr schwierig in freier Wildbahn zu beobachten. Er frisst Früchte und Insekten, darunter Raupen und Käfer. Wie für die meisten Laubenvogelarten typisch, sind die Männchen polygyn, das heißt, sie verpaaren sich mit mehreren Weibchen. Das Weibchen baut allein das Nest, bebrütet das Gelege und kümmert sich um die Aufzucht der Jungvögel. Eine der bemerkenswertesten Eigenschaften des Dreigang-Laubenvogels ist das ausgesprochen komplexe Laubenhaus, mit dem die Männchen um die Weibchen werben.

### Standort der Lauben
Die Lauben stehen normalerweise in dichter Vegetation unter einem großen, buschig gewachsenen Baum oder am Waldrand in der Nähe von Saccharum-spontaneum-Grasland, das mit einzelnen Büschen und Bäumen durchsetzt ist. Die Mehrzahl der Lauben steht auf flachem, trockenem Land. Einige Dreigang-Laubenvögel bauen ihre Lauben auch in Feuchtgebieten. Hier hebt die Plattform die Laube inselförmig aus dem umgebenden feuchten und flachen Land heraus.

### Form der Laube

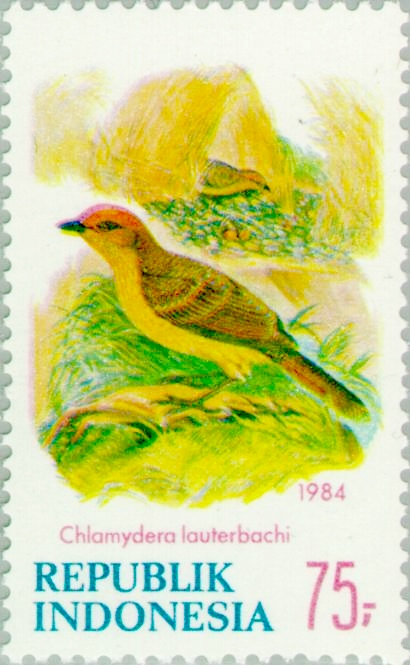
Indonesische Briefmarke des Jahres 1984 mit der Darstellung eines Dreinacken-Laubenvogels. Die im Hintergrund gezeigte Laube zeigt nach innen geneigte Wände, was beim Dreinacken-Laubenvogel nicht zutrifft.

Der Dreigang-Laubenvogel gehört wie der Seiden- und der Gelbnacken-Laubenvogel zu den Arten unter den Laubenvögeln, die eine „Allee“ oder „Gasse“ bauen. Die Laube des Dreigang-Laubenvogels unterscheidet sich jedoch von den Alleen anderer Laubenvögel durch den Bau von vier und nicht zwei Wänden. Die Wände des mittleren Ganges weisen nach außen, während andere Alleenbauer unter den Laubenvögeln ihre Wände entweder nach innen neigen oder sie senkrecht bauen. Basis der mittleren Allee ist eine dicke Plattform aus Ästen und Gräsern, die sich an den beiden Enden der Allee erweitert. An beiden Enden der Plattform steht quer zur Hauptallee jeweils eine weitere Wand. Die Laube weist damit einen mittleren Gang und zwei Quergänge auf. Der mittlere Gang ist an den Seiten mit einzelnen Gräsern ausgelegt.
Im Waghi-Tal der Kup-Region wurden 16 Lauben der Unterart Chlamydera lauterbachi uniformis genauer vermessen: Die Lauben hatten insgesamt eine Länge von 71 bis 97 Zentimeter, waren 48 bis 66 Zentimeter breit und 36 bis 64 Zentimeter hoch. Der mittlere Gang war zwischen 6 und 8 Zentimeter breit und hatte eine Länge von 17 bis 32 Zentimeter. Inklusive der kleinen Kiesel, die die Männchen zur Dekoration der Lauben nutzen, wog die Konstruktion zwischen 3 und 7,5 Kilogramm.
Die Männchen schmücken ihre Laube mit Kieseln, die überwiegend grau bis graublau sind sowie roten, blaugrauen und braunen Früchten. Bei einer besonders großen Laube waren mehr als 3.000 Ästchen verbaut, mehr als 1.000 Grashalme abgelegt, und sie war mit mehr als 1.000 Steinen mit einem Gesamtgewicht von fast 4,5 Kilogramm dekoriert. Steine und Früchte werden überwiegend am Ende der Innenwände sowie auf dem Laubenboden abgelegt. Ausnahmen stellen die roten Früchte dar: Diese werden nicht nur auf dem Laubenboden, sondern auch im äußeren Umgebungsbereich der Laube platziert. Dort, wo Steine fehlen, nutzt der Dreigang-Laubenvogel auch Kohlestückchen zur Dekoration. Die abgelegten Früchte sind vergleichsweise groß: Viele der Früchte haben einen Durchmesser von 1,5 bis 3 Zentimeter. Besonders häufig genutzt werden Früchte der Gattung Elaeocarpus.
Das Männchen dekoriert die Wände außerdem mit zerkleinertem Frucht- und Pflanzenbrei. Dieses Verhalten, das als „Malen“ bezeichnet wird und bei mehreren Laubenvogelarten vorkommt, ist beim Dreigang-Laubenvogel besonders auffällig. Die Männchen zeigen dieses Verhalten vergleichsweise häufig und verbringen teilweise zwischen 10 und 15 Minuten damit.

### Balz des Männchens
Die Balz des Männchens besteht aus mehreren Elementen, die sich alle in – oder in unmittelbarer Nähe – der Laube abspielen.
Männchen hüpfen während der ersten Phase der Balz auf einer Stelle vor einem der Laubengänge. Dabei rufen sie leise. Er nähert sich dann dem Eingang der Laube, auf den das Weibchen blickt. Er wendet dann den Kopf so, dass der Nacken zum Weibchen weist und nimmt in der Regel eines der Dekorationsobjekte in den Schnabel. Meist handelt es sich dabei um eine der blauen oder roten Früchte, mit denen er die Laube dekoriert hat. Selten wird während der Balz einer der Kiesel in den Schnabel genommen. Hält er kein Dekorationsobjekt im Schnabel, dann ist der Schnabel in der Regel weit geöffnet, so dass das orangefarbene Schnabelinnere sichtbar ist. Dabei lässt er die Zunge immer wieder vorschnellen, bewegt den Kopf ruckartig und ruft leise. Der Schwanz ist dabei stark gesträubt. Dann richtet sich das Männchen auf, öffnet und schließt rasch einen oder beide Flügel, während er zischende Laute von sich gibt. Häufig nimmt er dann rote Früchte in den Schnabel. Die Paarung findet im Mittelgang der Laube statt.

### Nest, Gelege und Aufzucht der Jungvögel
Nester mit Gelegen oder Nestlingen, die eindeutig dem Dreigang-Laubenvogel zuzuordnen waren, sind in allen Monaten eines Jahres gefunden worden. Die Weibchen bauen die Nester in Astgabeln von Bäumen oder in den Verzweigungen hoher Gräser der Art Saccharum spontanem, zu dessen Gattung auch das Zuckerrohr gehört. Das Nest befindet sich in der Regel ein bis drei Meter über dem Erdboden.
Das Nest ist ein sorgfältig gebauter Napf aus dünnen Ästchen, Lianenranken, trockenen Gräsern und gelegentlich auch Rindenstückchen, der auf einer Plattform aus einigen Ästchen errichtet wird. Alle bislang gefundenen Gelege bestanden aus lediglich einem Ei. Die Eier sind blass- oder perlgrau und weisen dunkelgraue, schwärzliche und schwarze Fleckchen auf. Ein frisch gelegtes Ei hat ein Gewicht, das etwa 13,3 Prozent der Körpergewichtes eines Weibchens entspricht.

## Laubenvögel und Menschen
Nach Ansicht von Clifford und Dawn Frith weist die ungewöhnliche Scheu des Dreigang-Laubenvogels vor dem Menschen darauf hin, dass er von der indigenen Bevölkerung Neuguineas bejagt wird.

### Haltung
Der Dreigang-Laubenvogel wurde bislang nicht in Gefangenschaft gehalten und anders als einige andere Arten der Laubenvögel entsprechend auch nicht in zoologischen Gärten gezeigt. Haltungserfahrungen liegen bis zum Jahr 2004 nur für ein einzelnes Männchen vor, das im Naturschutzreservat im Baiyer River Sanctuary, Western Highlands Province, Papua-Neuguinea gepflegt wurde.

### Dedikationsnamen
Das Artepitheton lauterbachi erinnert an den deutschen Biologen Karl Lauterbach, der als Biologe und Geograph in der Erforschung von Deutsch-Neuguinea tätig war.